# 子吉駅
子吉駅（こよしえき）は、秋田県由利本荘市玉ノ池にある、由利高原鉄道鳥海山ろく線の駅である。玉ノ池簡易郵便局を併設している。無人駅である。

## 歴史

### 年表

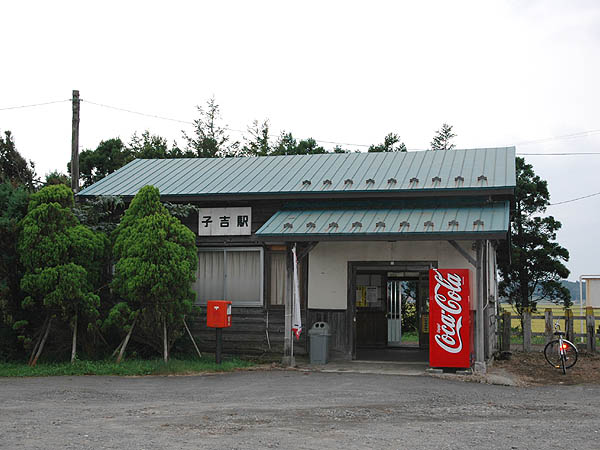
旧駅舎

- 1922年（大正11年）8月1日：横荘鉄道西線の玉ノ池停留場として由利郡子吉村に開業[1]。
- 1926年（大正15年）10月24日：駅に昇格し改称、子吉駅となる[3]。
- 1937年（昭和12年）9月1日：横荘鉄道国有化に伴い、鉄道省（矢島線）に移管[1]。この年、駅舎改築[2]。
- 1949年（昭和24年）6月1日：日本国有鉄道発足。
- 1961年（昭和36年）6月20日：貨物取り扱い廃止[4]。
- 1965年（昭和40年）4月：業務委託化[5]。
- 1971年（昭和46年）10月1日：荷物扱い廃止[6]。無人化[7][8]。ただし、翌年3月31日までは（日曜・祝日を除く）6時から15時半まで旅客扱い要員を1名配置する[9]。
- 1972年（昭和47年）10月1日：簡易委託化[10]。
- 1985年（昭和60年）10月1日：由利高原鉄道に移管[1]。
- 時期不詳 - 無人化。
- 2011年（平成23年）12月20日：駅舎が改築され、新駅舎の供用開始および記念植樹が行われた[2]。旧駅舎にはかつて切符売り場があったが閉鎖された。

### SL時代
子吉駅 - 鮎川駅間は、鮎川・羽後本荘方面に向かって上り坂となっている。馬力の低い蒸気機関車が走っていた頃はこの坂が難所となっており、しばしば坂を上りきれず、いったん鮎川方面にバックしたあと、再び勾配に挑む姿が見られた。

## 駅構造
単式1面1線のホームを持つ地上駅。2011年に建設された新駅舎は玉ノ池簡易郵便局が引き続き入居することを考慮して建設された。出札・改札業務は行っていない。駅舎の中に郵便局が存在する珍しい駅である。簡易郵便局は、従来の受託者の高齢化等を理由に、2016年1月4日から一時閉鎖されていたが、2017年7月24日から再開した。

## 利用状況
| 1日乗降人員推移 | 1日乗降人員推移 |
| 年度            | 1日平均人数     |
| --------------- | --------------- |
| 2011年          | 22              |
| 2012年          | 17              |
| 2013年          | 10              |
| 2014年          | 17              |
| 2015年          | 13              |
| 2016年          | 16              |
| 2017年          | 16              |
| 2018年          | 23              |
| 2019年          | 26              |
| 2020年          | 19              |
| 2021年          | 31              |
| 2022年          | 27              |

## 駅周辺
- 羽後交通「玉ノ池」停留所
- 国道108号 - 駅前を通っている
- 秋田県道43号本荘西目線
- 秋田しんせい農業協同組合
  - 本店
  - 本荘中央支店

## 隣の駅
由利高原鉄道
■鳥海山ろく線
薬師堂駅 - 子吉駅 - 鮎川駅